# Randall L. Gibson
Randall Lee Gibson, född 10 september 1832 i Woodford County, Kentucky, död 15 december 1892 i Hot Springs, Arkansas, var en amerikansk demokratisk politiker och general. Han representerade delstaten Louisiana i båda kamrarna av USA:s kongress, först i representanthuset 1875-1883 och sedan i senaten från 1883 fram till sin död.
Gibson utexaminerades 1853 från Yale College. Han avlade 1855 juristexamen vid University of Louisiana (numera Tulane University). Han deltog i amerikanska inbördeskriget i Amerikas konfedererade staters armé och befordrades 1864 till brigadgeneral. Han efterträdde 1875 Effingham Lawrence som kongressledamot.
Gibson efterträdde 1883 William Pitt Kellogg som senator för Louisiana. Han avled 1892 i ämbetet och efterträddes av Donelson Caffery. Gibsons grav finns på Lexington Cemetery i Lexington, Kentucky.